# Wandre
Wandre is een plaats en deelgemeente van de Belgische gemeente Luik. Wandre ligt in de provincie Luik, het was een zelfstandige gemeente tot aan de gemeentelijke herindeling van 1977.

## Kernen
Wandre kent een drietal kernen: Het eigenlijke Wandre, Souverain Wandre, en La Xhavée. Daarnaast is er nog het gehucht Rabosée. Wandre is tegenwoordig administratief een deelgemeente van Luik.

## Demografische ontwikkeling
- Bronnen:NIS, Opm:1831 tot en met 1970=volkstellingen; 1976 = inwoneraantal op 31 december

## Natuur en milieu
Wandre en Souverain Wandre liggen in het Maasdal. Oostelijk van Wandre ligt een bosrijke helling naar het Land van Herve, overgaand in vlakker landbouwgebied, en verder naar het oosten ligt het dal van de Julienne.

## Bezienswaardigheden
- Onze-Lieve-Vrouw-van-de-berg-Karmelkerk, te La Xhavée
- Karmelietenklooster
- Sint-Rochuskerk, te Souverain Wandre
- Sint-Stefanuskerk, te Wandre
- Belgische militaire begraafplaats van Rabosée, te Rabosée
- Kasteel Dupont, te Rabosée
- Diverse woningen in natuursteen

## Foto's

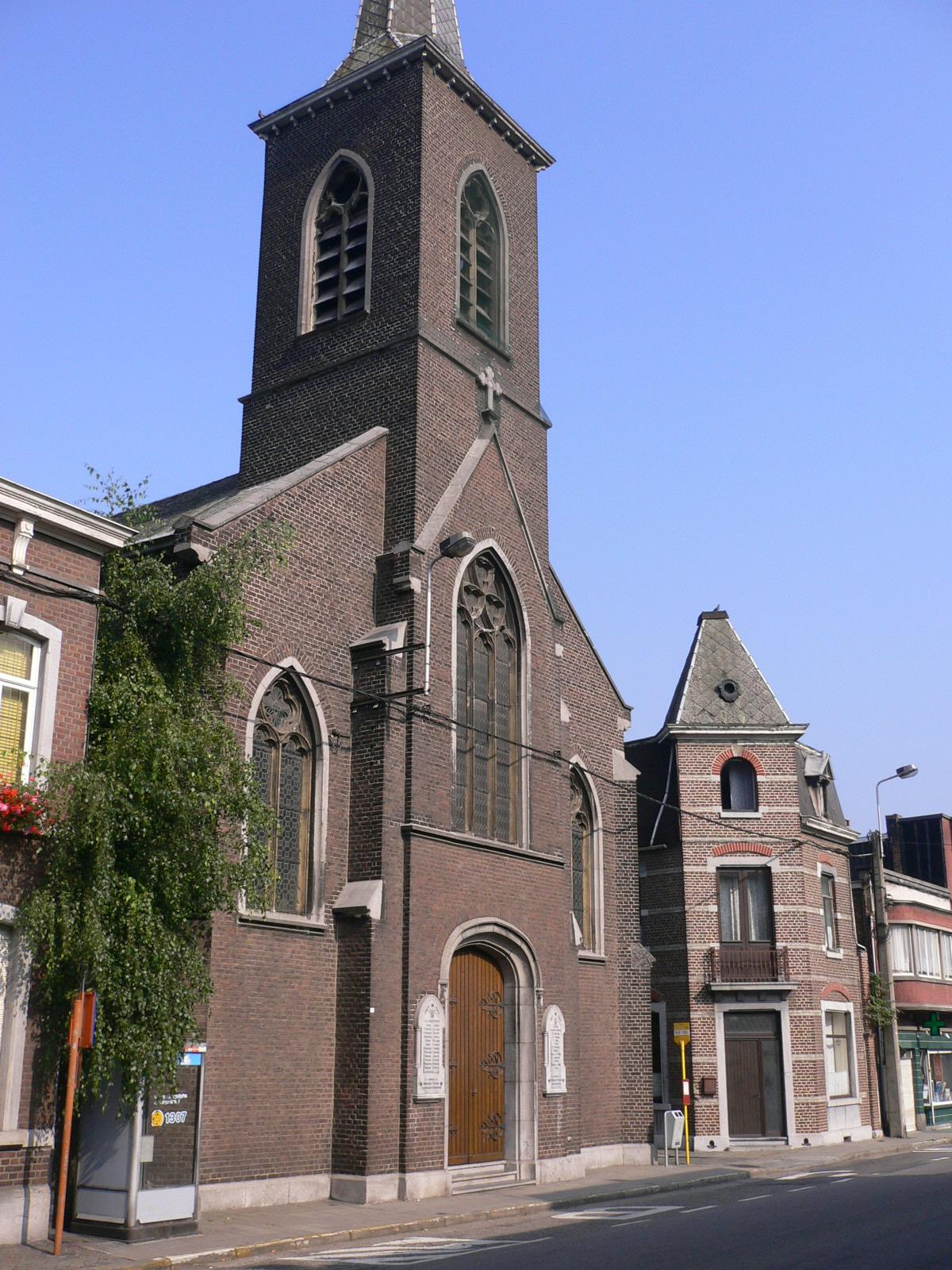
Souverain-Wandre, Sint-Rochuskerk
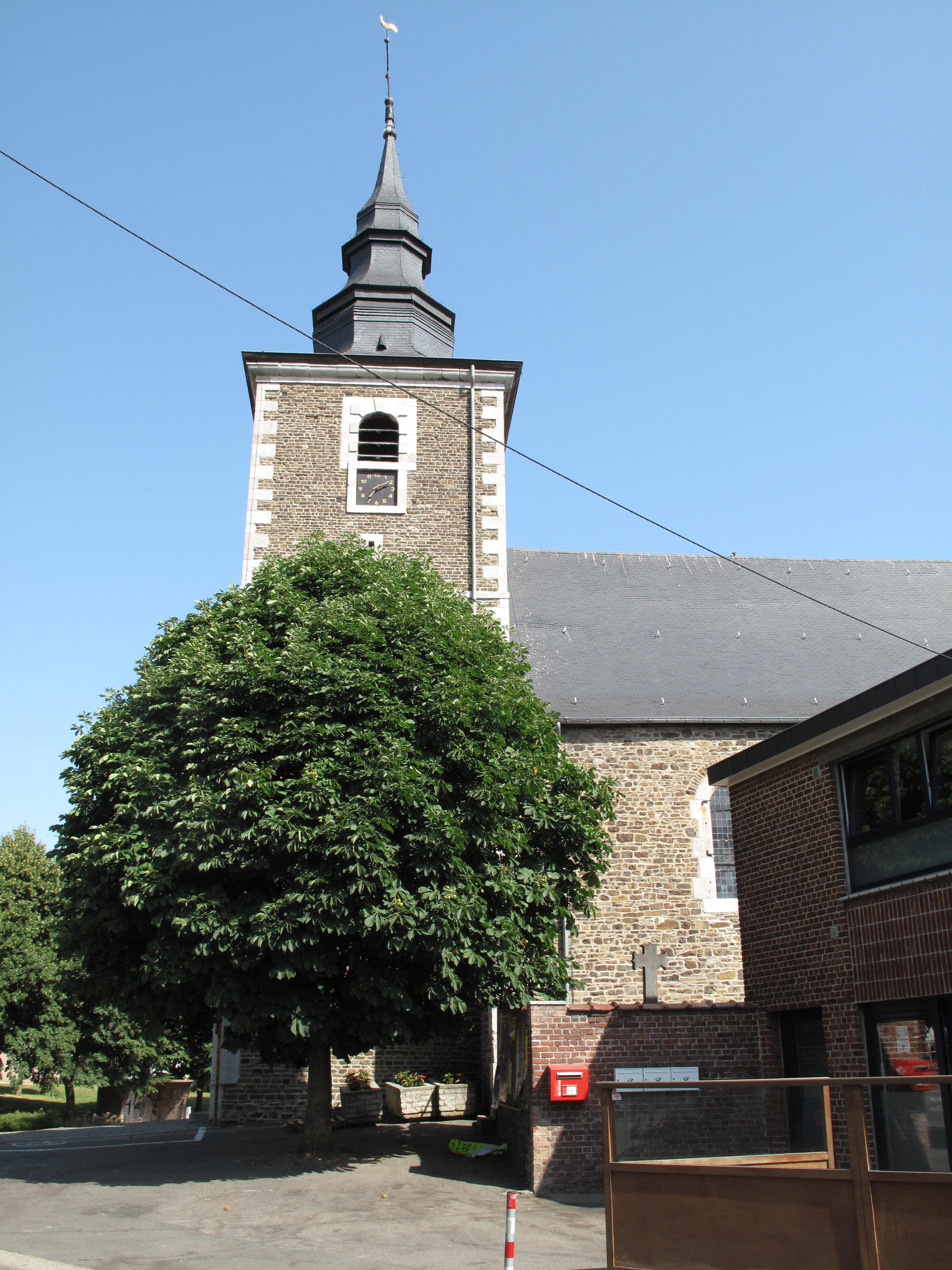
Wandre, Onze-Lieve-Vrouw van de berg Karmelkerk
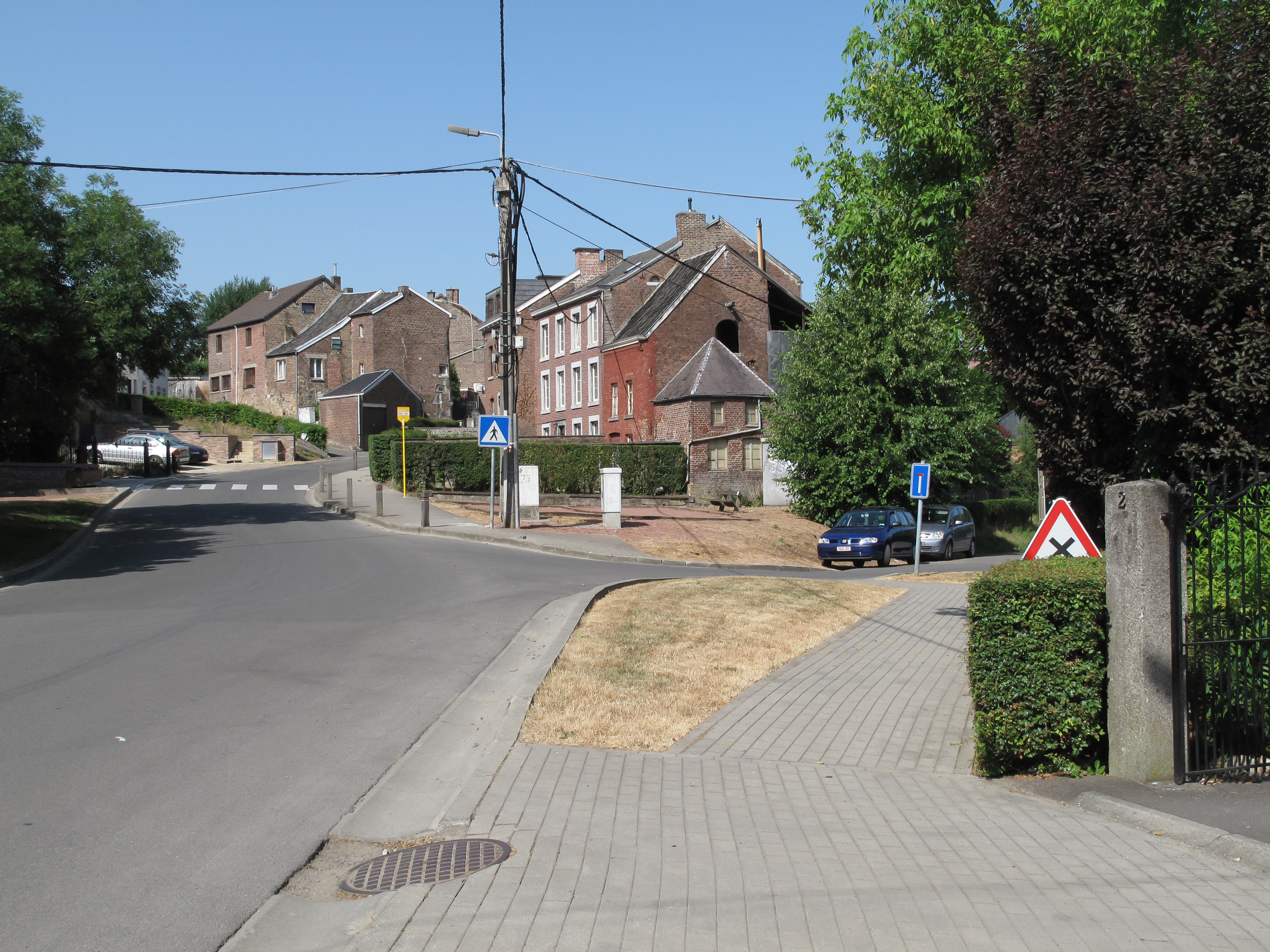
Wandre, straatzicht

## Economie
Aan de Maas ligt een aanzienlijk bedrijventerrein, met onder meer opslagtanks voor aardolieproducten. In het verleden was hier de steenkoolwinningsmaatschappij Société anonyme des Charbonnages de Bonne Espérance, Batterie, Bonne-Fin et Violette actief, met onder meer te Wandre een mijnzetel.

## Verkeer
Wandre kent diverse verkeerswegen en bruggen over de Maas, met name de Pont de Wandre die Wandre met Herstal verbindt. Ten noorden daarvan loopt de autoweg A3 die eveneens de Maas overbrugt. Langs de Maas loopt de A25, en parallel daarmee de oudere N653. Ook parallel hiermee loopt de Spoorlijn 40 Luik - Maastricht met het in 1956 gesloten Station Wandre.

## Nabijgelegen kernen
Herstal, Cheratte, Barchon, Saive, Bellaire, Jupille-sur-Meuse
Deelgemeenten: Angleur · Bressoux · Chênée · Glain · Grivegnée · Jupille-sur-Meuse · Luik · Rocourt · Wandre

Wijken: Amercœur · Burenville · Bois-de-Breux · Centre · Cointe · Droixhe · Guillemins · Kinkempois · Laveu · Longdoz · Nord · Outremeuse  · Saint-Laurent · Sainte-Marguerite · Sainte-Walburge · Sart-Tilman · Sclessin · Thier-à-Liège · Vennes

Subwijken: Avroy · Coronmeuse · Cornillon · Fétinne · Naimette-Xhovémont · Pierreuse · Saint-Gilles · Saint-Léonard

Buurten: Le Carré · Féronstrée et Hors-Château · Quartier latin

Belgische gemeenten · arrondissement Luik · provincie Luik · Wallonië